# Titanoboa cerrejonensis
Il Titanoboa (Titanoboa cerrejonensis Head et al., 2009) è un genere estinto di serpente vissuto in America Meridionale circa 60 milioni di anni fa, nel Paleocene, il periodo immediatamente successivo all'estinzione di massa del Cretaceo-Paleocene. L'unica specie conosciuta è Titanoboa cerrejonensis, il serpente più lungo, largo e pesante mai scoperto, che ha soppiantato il precedente detentore del record, il gigantofide. La scoperta è stata annunciata il 4 febbraio 2009 sulla rivista Nature.

## Dimensioni
Esaminando i resti fossili, i ricercatori hanno stimato che gli individui più grandi di T. cerrejonensis potessero arrivare fino a 12,8 metri di lunghezza per un peso superiore a 1.100 kg, con una circonferenza di circa 1 metro. Secondo alcune stime il Titanoboa poteva raggiungere anche le 250 vertebre.
Stime più recenti indicano che difficilmente avrebbe superato gli 11,3 metri di lunghezza e i 75 cm di circonferenza, con un peso di circa 800-900 chili.

## Posizione
Nel 2009 sono stati scoperti resti di 28 individui per la maggior parte adulti di T. cerrejonensis nella miniera di carbone di Cerrejón, una delle più grandi miniere di carbone a cielo aperto del mondo, nel Dipartimento di La Guajira in Colombia. La squadra che ha fatto la scoperta era guidata da Jonathan Bloch, un paleontologo dell'Università della Florida e da Carlos Jaramillo, paleobotanico dello Smithsonian Tropical Research Institute di Panama.
Molto probabilmente il T. cerrejonensis passava la maggior parte della sua vita in acqua, sia per le sue grandi dimensioni che avrebbero reso difficile se non impossibile vivere stabilmente sulla terraferma, sia perché nella zona sono stati ritrovati i resti fossilizzati di specie acquatiche come mangrovie, coccodrilli, pesci e tartarughe.

## Clima
Poiché i serpenti sono animali ectotermici, la scoperta di T. cerrejonensis in queste zone implica che il loro habitat fosse più caldo di quanto si pensava precedentemente, circa 30 °C di temperatura media annua. Il clima più caldo ha permesso al T. cerrejonensis, e in genere agli animali a sangue freddo, di evolversi in modo tale da avere dimensioni maggiori di quelle dei serpenti odierni.
Altri ricercatori non concordano con le stime climatiche di cui sopra. Ad esempio, uno studio del 2009 pubblicato sulla rivista Nature, applicando ad alcuni fossili di antiche lucertole australiane i modelli matematici usati negli studi precedentemente citati, ha calcolato che le lucertole oggi viventi in climi tropicali dovrebbero essere capaci di raggiungere lunghezze di 10 metri, una stima chiaramente inverosimile.

## Alimentazione
Il Titanoboa non era velenoso e non usava i denti: per uccidere le sue prede gli bastava schiacciarle e stritolarle, come l'attuale boa (Boa constrictor). Si nutriva di pesci e tartarughe o di altri vertebrati, ma un Titanoboa adulto poteva permettersi di cibarsi anche di temibili predatori come i coccodrilli, che poteva intrappolare senza difficoltà: esso infatti, come i serpenti dei nostri giorni, era capace di dislocare le fauci per ingoiare facilmente prede più grandi della sua testa. Secondo alcuni studiosi in certe occasioni si sarebbe potuto nutrire anche di altri serpenti, ma i paleontologi sono scettici riguardo a questa tesi.